# Generator (Aborym)
Generator è il quarto album degli Aborym, pubblicato nel 2006. Attila Csihar presta la sua voce nella canzone "Man Bites God", mentre il resto dell'album è cantato da Prime Evil.

## Tracce
1. Armageddon (Intro) – 1:12
2. Disgust and Rage (Sic Transit Gloria Mundi) – 5:53
3. A Dog-Eat-Dog World – 5:09
4. Ruinrama Kolossal S.P.Q.R. (Satanic Pollution — Qliphotic Rage) – 6:24
5. Generator – 5:45
6. Suffer Catalyst – 5:23
7. Between the Devil and the Deep Blue Sea – 4:08
8. Man Bites God – 7:12
9. I Reject! – 3:14

## Formazione

### Gruppo
- Malfeitor Fabban - basso e sintetizzatore
- Prime Evil - voce
- Nysrok - chitarra e sintetizzatore
- Faust - batteria

### Altri musicisti
- Attila Csihar - voce nella traccia "Man Bites God"